# Bruno Doyon
Bruno Doyon is een Amerikaans acteur van Franse afkomst, wellicht het bekendst door zijn rol als schurk Franco in Die Hard.

## Filmografie
- Die Hard (1988) - Franco
- Crossings (Mini-serie, 1986) - Rol onbekend
- Morning Man (1986) - Paul Nadeau Menard
- Head Start: Meeting the Computer Challenge (televisiefilm, 1984) - Zichzelf